# Black out in Italia del 2003
Il black out in Italia del 2003 è stato un incidente verificatosi sulla rete elettrica nazionale italiana il 28 settembre 2003, il più grave evento in tal senso nella storia d'Italia.

## Le cause

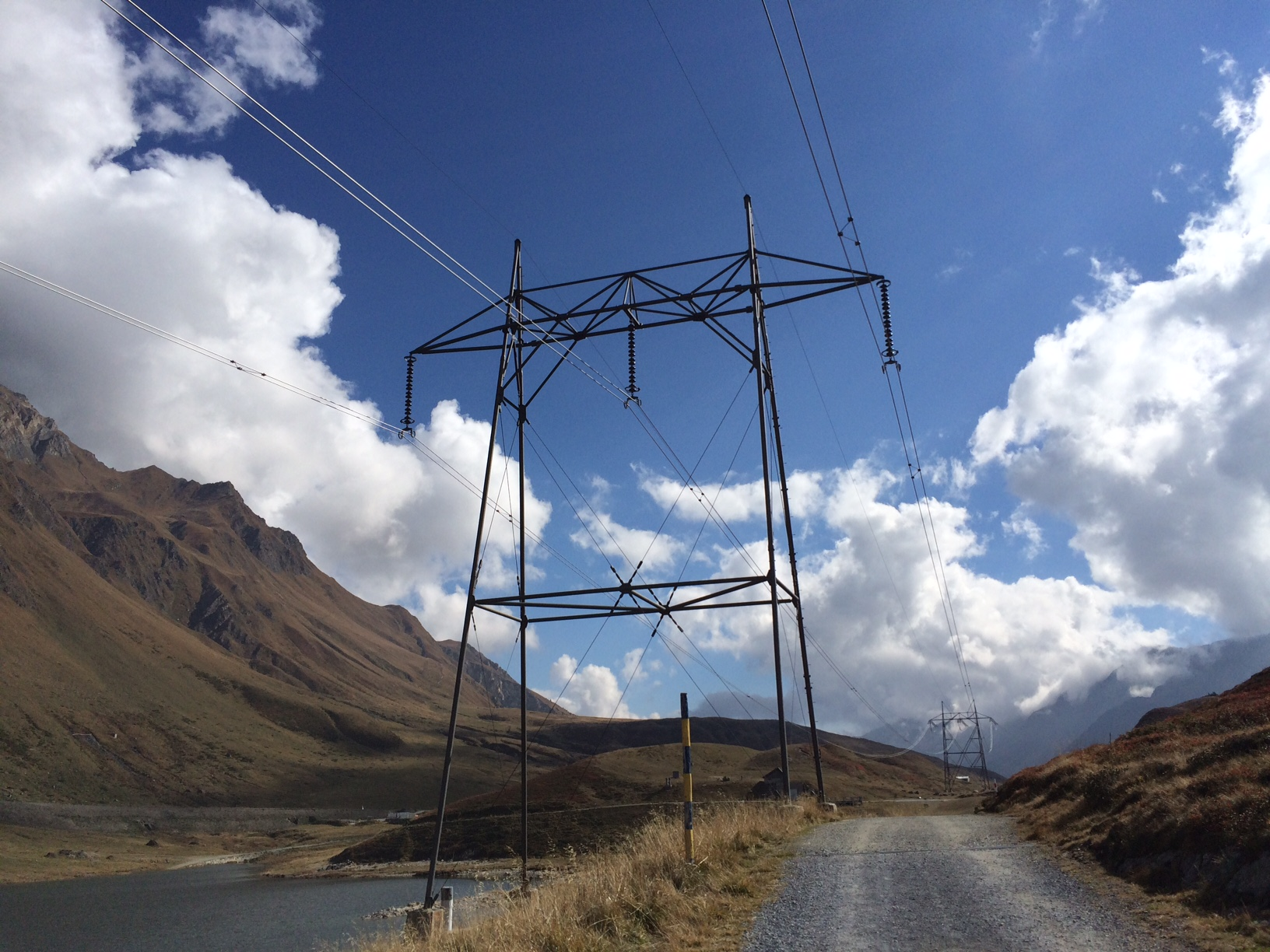
La linea Lavorgo-Mettlen sul passo del Lucomagno

Intorno alle 03:00 del mattino di domenica 28 settembre 2003, circa 1300 MW di potenza elettrica viaggiavano lungo la linea a 380 kV del passo del Lucomagno, che si snoda da Mettlen, località nei pressi di Inwil, nella Svizzera centrale, fino a Lavorgo, in Canton Ticino, nodo di partenza della linea di interconnessione con l'Italia diretta verso Musignano, in provincia di Varese. La linea, con capacità dichiarata di 2400 A, era carica all'86%; a causa del riscaldamento dovuto alle correnti elevate, la lunghezza dei conduttori aumentò, avvicinandoli al terreno. Alle ore 03:01, a causa dell'eccessiva vicinanza della linea al suolo, avvenne una scarica verso un albero che provocò l'apertura degli interruttori della linea. Il carico si distribuì allora sulle linee rimanenti, le quali si ritrovarono sovraccariche e si disattivarono.
Dopo circa 24 minuti si aprirono anche le altre due linee di interconnessione con il Canton Ticino. Il gestore della rete di trasmissione svizzera ETRANS (oggi Swissgrid) non provvide a richiedere all'Italia l'unico provvedimento in grado di risolvere la situazione: la modifica del programma di scambio con l'Italia per almeno 2000 MW, che il gestore della rete di trasmissione italiana GRTN (oggi Terna) avrebbe potuto eseguire distaccando le pompe degli impianti idroelettrici ad accumulo. Lo stesso gestore svizzero si attardò, invece, dopo l'apertura della prima linea e in presenza di una linea vicina in sovraccarico, a tentare interventi sulla sua rete, rivelatisi inefficaci.

## L'incidente
Alle 3:27 del mattino di domenica 28 settembre 2003, il territorio nazionale dell'Italia si ritrovò quasi interamente senza energia elettrica. Il fenomeno causò ingenti disagi: l'interruzione dei trasporti (tra cui aeroporti e ferrovie), lo spegnimento dei semafori e il blocco degli ascensori; le persone rimaste chiuse all'interno richiesero l'intervento dei Vigili del Fuoco.
Timori di un black-out per sovraccarico della rete si erano avuti già in estate, a causa dell'eccezionale ondata di caldo e del massiccio uso di condizionatori e sistemi di refrigerazione elettrici che ne derivò. In alcune zone la circolazione stradale fu inoltre aggravata dalla pioggia che in quel momento si stava abbattendo.
Il black-out colpì l'Italia mentre a Roma si stava svolgendo la prima edizione della notte bianca, alla quale stavano partecipando circa 500 000 persone, molte delle quali rimasero bloccate nelle strade e nella metropolitana.
La situazione rientrò nel corso della giornata, con la fornitura di energia elettrica ripristinata prima al Nord e poi al Sud. Al Nord l'erogazione dell'energia elettrica fu ripristinata intorno alle 9, al Centro alle 16:30 (a Roma a partire dalle ore 11:30 circa), al Sud alle 19 e in Sicilia alle 22. Le uniche aree del territorio italiano che non furono coinvolte nell'evento furono le isole di Pantelleria, di Capri, delle Egadi e della Sardegna.

## Gli effetti
Vengono riportati oltre ai danni economici, tra cui le derrate alimentari resesi inutilizzabili, 4 morti imputabili al black-out.